# Corinne Eugster
Corinne Eugster (3 febbraio 1962) è un'ex sciatrice alpina svizzera.

## Biografia
Specialista dello slalom gigante originaria di Verbier, la Eugster ottenne l'unico piazzamento in Coppa del Mondo il 25 marzo 1981 a Wangs-Pizol (13ª) e nella stagione 1981-1982 in Coppa Europa vinse la classifica di specialità e si piazzò 3ª in quella generale; non prese parte a rassegne olimpiche né ottenne piazzamenti ai Campionati mondiali.

## Palmarès

### Coppa del Mondo
- Miglior piazzamento in classifica generale: 67ª nel 1981

### Coppa Europa
- Miglior piazzamento in classifica generale: 3ª nel 1982[1]
- Vincitrice della classifica di slalom gigante nel 1982[1]